# La Puebla de Alcolea
Puebla de Alcolea (en valenciano y oficialmente La Pobla d'Alcolea, también conocido como Pobleta d'Alcolea) es una aldea ubicada en la localidad de Morella (Comunidad Valenciana, España).
Está situada al norte de Morella, junto al término municipal de Torre de Arcas, ya en la provincia de Teruel (Aragón). Esta aldea apenas cuenta con una decena de habitantes que se dedican principalmente a la ganadería, sobre todo la bovina. En su momento la agricultura fue la actividad económica principal de la localidad pero ahora solo representa 100 de las 1500 hectáreas de esta dena. La poca agricultura que todavía se mantiene se centra en el viñedo y los pastos. También se explota la trufa.

## Historia
Puebla de Alcolea fue fundada en 1244, sobre una antigua fortificación que servía de atalaya de vigilancia y defensa de la ciudad de Morella, en plena conquista cristiana de lo que sería el Reino de Valencia. Fue escenario de las batallas entre el Cid y los diversos adversarios de los reinos cristianos vecinos, y las taifas árabes de Lérida y Zaragoza. Las guerras carlistas del siglo XIX también afectaron gravemente a esta población.
La primitiva iglesia era del siglo XV, y sobre ella se edificó lo actual, de principios del siglo XVIII, restaurada a finales del siglo XIX. Destacan también el campanario y la arquitectura de algunos edificios.

## Medio rural
Hoy en día el sector agrario ha perdido la importancia del pasado. La agricultura apenas supone 100 de las 1500 hectáreas de la cadena y se restringe a la viña y el pasto. También hay presencia de trufas. Por su parte, la ganadería más importante es la bovina. Cuenta con una importante masa forestal compuesta de pinos, como el pinar de Pereroles.

## Masías
La dena de la Pobleta tiene una veintena de masías, entre los que se encuentra la del Ciprés, el Mas Gran, la Venta de Farinetes, el Mas de Farinetes, la de Bruno, la del Sol d'Avall, la de Planelles, entre otras. La aldea se está reconvirtiendo en un centro para turismo rural.